# Australische Frauen-Cricket-Nationalmannschaft in Indien in der Saison 2017/18
Die Tour der australischen Cricket-Nationalmannschaft nach Indien in der Saison 2017/18 fand vom 12. bis zum 18. März 2018 statt. Die internationale Cricket-Tour war Bestandteil der Internationalen Cricket-Saison 2017/18 und umfasste drei WODIs. Australien gewann die WODI-Serie 3–0.

## Vorgeschichte
Für beide Mannschaften war es die erste Tour der Saison. Das letzte Aufeinandertreffen der beiden Mannschaften bei einer Tour fand in der Saison 2015/16 in Australien statt.

## Stadien
Das folgende Stadion wurde für die Tour als Austragungsort vorgesehen.
| Stadion                    | Stadt    | Kapazität | Spiele       |
| -------------------------- | -------- | --------- | ------------ |
| IPCL Sports Complex Ground | Vadodara | 20.000    | 1. – 3. WODI |

## Kaderlisten
Australien benannte seinen Kader am 21. Februar 2018.
Indien benannte seinen Kader am 27. Februar 2018.
| WODI | WODI |
| Indien | Australien |
| --- | --- |
| - Mithali Raj (K) - Harmanpreet Kaur (VK) - Ekta Bisht - Rajeshwari Gayakwad - Veda Krishnamurthy - Smriti Mandhana - Mona Meshram - Shikha Pandey - Sukanya Parida - Punam Raut - Jemimah Rodrigues - Deepti Sharma - Pooja Vastrakar - Sushma Verma (wk) - Poonam Yadav | - Meg Lanning (K) - Rachael Haynes (VK) - Nicole Bolton - Nicola Carey - Ashleigh Gardner - Alyssa Healy (wk) - Jess Jonassen - Sophie Molineux - Beth Mooney - Ellyse Perry - Megan Schutt - Belinda Vakarewa - Elyse Villani - Amanda-Jade Wellington |

## Tour Matches
| 6. Juni Scorecard | Mumbai (BKC) | Australien 413-7 (50)           | – | India A 92 (29.5) |
|                   |              | Australien gewinnt mit 321 Runs |   |                   |

| 8. Juni Scorecard | Mumbai (BKC) | India A 170 (46.2)               | – | Australien 171-3 (26) |
|                   |              | Australien gewinnt mit 7 Wickets |   |                       |

## Women’s One-Day Internationals

### Erstes WODI in Vadodara
| 12. Juni Scorecard | Vadodara | Indien 200 (50)                  | – | Australien 202-2 (32.1) |
|                    |          | Australien gewinnt mit 8 Wickets |   |                         |

Indien gewann den Münzwurf und entschied sich als Schlagmannschaft zu beginnen. Als Spielerin des Spiels wurde Nicole Bolton ausgezeichnet.

### Zweites WODI in Vadodara
| 15. Juni Scorecard | Vadodara | Australien 287-9 (50)          | – | Indien (49.2) |
|                    |          | Australien gewinnt mit 60 Runs |   |               |

Indien gewann den Münzwurf und entschied sich als Feldmannschaft zu beginnen. Als Spielerin des Spiels wurde Nicole Bolton ausgezeichnet.

### Drittes WODI in Vadodara
| 18. Juni Scorecard | Vadodara | Australien 332-7 (50)          | – | Indien 235 (44.4) |
|                    |          | Australien gewinnt mit 97 Runs |   |                   |

Australien gewann den Münzwurf und entschied sich als Schlagmannschaft zu beginnen. Als Spielerin des Spiels wurde Alyssa Healy ausgezeichnet.

## Auszeichnungen

### Player of the Match
Als Player of the Match wurden die folgenden Spielerinnen ausgezeichnet.
| Spiel   | Player of the Match |
| ------- | ------------------- |
| 1. WODI | Nicole Bolton       |
| 2. WODI | Nicole Bolton       |
| 3. WODI | Alyssa Healy        |